# أنطون ديتريش
انطون ديتريش (و. 1833 – 1904 م) هو رسام ألماني، ولد في مايسن، توفي في لايبزيغ، عن عمر يناهز 71 عاماً.